# 대포 (가수)
대포(1983년 ~)는 대한민국의 가수다. 2011년 EP 앨범 [Get Ready]로 데뷔했다.

## 방송
- 쇼미더머니1 (2012) - Top8